# گابئی

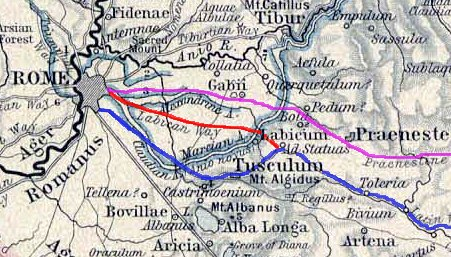
لاتیوم باستان. گابئی دقیقاً در شرق رم و در جنوب کولاتیا قرار دارد.

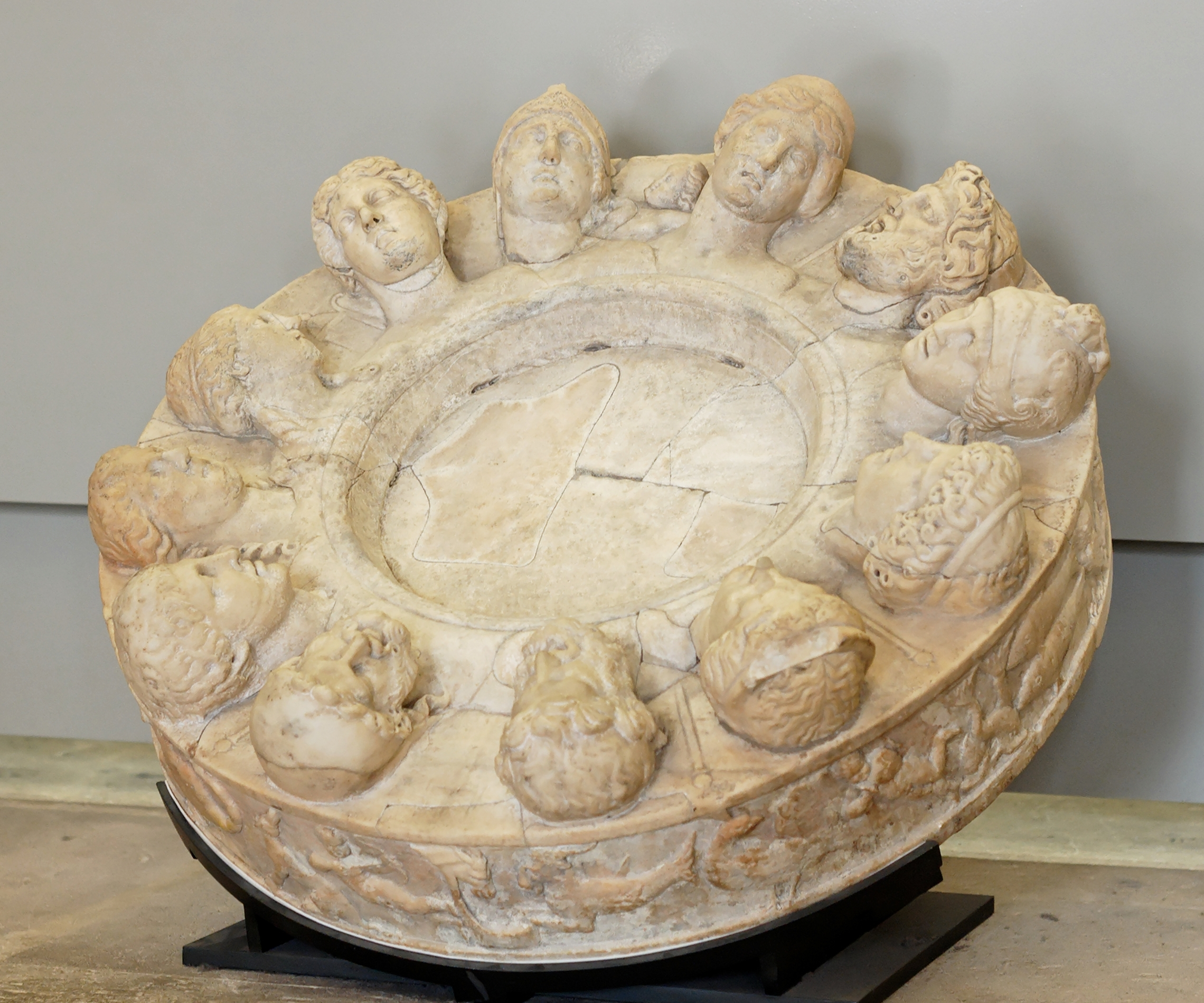
قربانگاه دوازده ایزد از گابئی، مربوط به سدهٔ نخست میلادی (لوور، پاریس).

گابئی (Gabii) شهری باستانی در لاتیوم بود که در ۱۸ کیلومتر (۱۱ مایل) شرق رم و در امتداد ویای پرائنه‌ستینا قرار داشت؛ این راه در زمان‌های کهن‌تر به‌نام ویای گابینا شناخته می‌شد.
این شهر در پیرامون جنوب‌شرقی یک دریاچه دهانه آتشفشان خاموش، با شکلی تقریباً دایره‌ای، قرار داشت که در آن زمان لاکوس گابینوس نامیده می‌شد و بعدها در دوران‌های متأخرتر به‌نام لاگو دی کاستیلیونه یعنی «دریاچهٔ استحکامات» خوانده شد، به‌سبب برج قرون وسطایی‌ای به‌نام کاستیلیونه که در محل آکروپولیس یا ارکس باستانی گابئی ساخته شده بود. یک شهر مردگان در کنار همین سوی دریاچه قرار دارد. امروزه دریاچهٔ پیشین به‌طور کامل به زمین کشاورزی تبدیل شده است. ویرانه‌های شهر باستانی از میان این زمین‌ها سر برمی‌آورند، در کنار پرتگاه‌هایی که بر آن مشرف‌اند، در هر دو سوی جاده. گابئی که در دوران روم یک municipium به‌شمار می‌رفت، اکنون در frazione اوستریا دل‌اوسا، در فاصلهٔ ۱۰ کیلومتر (۶٫۲ مایل) از کومونهٔ مونته کومپاتری، در استان رم، منطقهٔ لاتزیو جای دارد. این محوطه امروزه محل کاوش‌های باستان‌شناسی فصلی جدیدی است.

## جغرافیای تاریخی
میزان رسوب‌گذاری دریاچه در دوران باستان مشخص نیست. برخی از نخستین کلبه‌ها در درون دهانه ساخته شده‌اند. دو نهر که از شمال به جنوب جاری بودند، در دو سوی دریاچه قرار داشتند: در غرب فوسو دل‌اوسا و در شرق فوسو دی سن جولیانو. این دو نهر از منبع آبی دیگر سرچشمه می‌گرفتند که گمان می‌رود همان لاکوس رگیلوس باشد، در سمت جنوبی جاده. این نهرها جاده را در دو سوی گابئی قطع می‌کردند و با پل‌هایی از آن‌ها گذر می‌شد؛ به‌عبارتی گابئی در جایگاهی قابل‌دفاع و در باریکه‌ای میان دو دریاچه ساخته شده بود. این باریکه از دو طرف با نهرها ایزوله شده بود. چهارگوشه‌ای که بدین‌گونه شکل می‌گرفت، منبع آب مخصوص خود را داشت و بر یک مسیر اصلی در جناح شرقی رم قرار داشت. همان‌گونه که تاریخ نشان داد، رم نمی‌توانست آن را نادیده بگیرد. این دو نهر به‌سوی شمال به آنینه جریان دارند که خود به‌سمت غرب به تیبر می‌ریزد، در شمال شهر رم.
در سال ۱۸۴۶، گِل گزارش داد که اوسا از «یک دشت باتلاقی وسیع که تقریباً تا جاده لابیکانا امتداد دارد» سرچشمه می‌گیرد. در گذر از دریاچهٔ گابینو، با آن از طریق «کانال‌های مصنوعی» متصل شده بود که در حال تخلیهٔ دریاچه بودند:
آب دریاچه به‌طور قابل‌توجهی به‌وسیلهٔ این کانال پایین رفته، و تخلیهٔ بیشتر نیز در حال برنامه‌ریزی است، با وجود آن‌که هم‌اکنون کیلومترها زمین بی‌کشت در پیرامون وجود دارد.
تخلیهٔ دریاچه پروژه‌ای از سوی خاندان بورگزه بود که آن را در سال ۱۶۱۴ از خاندان کولونا خریداری کرده بودند. کتاب راهنمای Octavian Blewitt در سال ۱۸۵۰ (فقط چهار سال بعد) گزارش می‌دهد:
دریاچه چند سال پیش توسط شاهزاده بورگزه تخلیه شد، که آن را از حالت یک باتلاق زیان‌آور به منطقه‌ای بسیار حاصلخیز تبدیل کرده است.
در نزدیکی رودخانه، مهمانخانه‌ای کوچک به‌نام اوستریا دل‌اوسا («مهمانخانهٔ اوسا») ساخته شده بود، که در شمال آن، شهر مردگان اصلی گابئی قرار داشت. این ناحیهٔ مسکونی امروزه به مرکز یک frazione گسترش یافته است.
این دشت باتلاقی واپسین نشانه از دریاچه‌ای تقریباً افسانه‌ای بود که در کنار آن، نبرد دریاچه رگیلوس سرنوشت جمهوری روم را تعیین کرد: این‌که جمهوری پابرجا بماند یا پادشاهان روم با مداخلهٔ لیگ لاتین که گابئی نیز عضوی از آن بود، بازگردانده شوند. جایگاه دقیق این نبرد هنوز مورد اختلاف است، که این اختلاف، بر پایهٔ این فرض نادرست که مکان نبرد همان مکان دریاچه را نشان می‌دهد، به نزاع بر سر مکان خود دریاچه انجامیده است. بررسی‌ها هیچ شکی باقی نمی‌گذارد که دریاچه در همین حوضه قرار داشته است.